# Michel Mercier
Michel Mercier (Thizy, 7 marzo 1947) è un politico francese.

## Biografia
Nato il 7 marzo 1947 a Thizy (dipartimento del Rodano), si è laureato all'Istituto di studi politici di Lione, dove ha studiato giurisprudenza. Ha iniziato la sua carriera professionale insegnando finanza e fondamenti giuridici del governo locale presso l'Università di Lione III.

## Carriera politica

### Politica locale e regionale
Dal 1971 al 1977 è stato consigliere comunale di Thizy, dal 1977 al 2001 sindaco di questa città. Dal 1978 al 2014 è stato consigliere generale del dipartimento del Rodano, dal 1990 ne è suo presidente. dal 1992 al 1993 è vicepresidente del Consiglio regionale del Rodano-Alpi e dal 1994 al 2001 presidente della Comunità dei Comuni di Thizi.

### Deputato all'Assemblea nazionale poi senatore
Nel 1993, diventa deputato all'Assemblea nazionale per l'8ª circoscrizione elettorale del dipartimento del Rodano, prendendo il posto del deputato Alain Mayoud dopo la sua morte.
Nel 1995, diventa senatore della Francia del dipartimento del Rodano, nel 2004 è stato rieletto, nel 2009 ha lasciato il mandato a causa dell'adesione al governo.

### Ministro dello spazio rurale, della pianificazione regionale e dello sviluppo della regione della capitale
Il 23 giugno 2009 è entrato nel secondo governo di François Fillon nella carica appositamente creata di Ministro delle aree rurali e dello sviluppo territoriale.

### Ministro della giustizia
Il 14 novembre 2010, durante la formazione del terzo governo di Fillon ha ottenuto il portafoglio di ministro della giustizia, dopo di che la procura di Lione ha archiviato il caso con l'accusa di favoritismi da parte di Mercier (Mercier era sospettato di aver facilitato il contratto della società Vinci per la costruzione della linea tranviaria di Lione, che è un importante sponsor del patrono politico di Mercier François Bayrou).
Il 15 maggio 2012 si è formato il primo governo di Jean-Marc Ayrault, in cui Mercier non ha ricevuto alcuna nomina.

### Dopo la fine dell'attività ministeriale
È tornato al Senato il 17 giugno 2012, ma si è dimesso il 22 aprile 2014. Il 28 settembre 2014 è stato rieletto, il 30 settembre 2017 ha superato il suo mandato prima del previsto.
Nel 2013 è stato eletto sindaco di Thizy-les-Bourgs e il 25 luglio 2017 il presidente del Senato, Gérard Larcher, ha proposto la candidatura di Mercier al Consiglio costituzionale.
Il 2 agosto 2017, è stato incluso nel Consiglio costituzionale con un voto della Commissione giuridica del Senato francese con una maggioranza di 22 voti contro 7, sebbene il quotidiano Le Canard enchaîné abbia affermato che Mercier aveva fittiziamente assunto sua figlia come sua assistente parlamentare.